# سباق يوروميتروبول 2022
سباق يوروميتروبول 2022 (بالفرنسية: Circuit franco-belge 2022)‏ هو سباق دراجات هوائية، وهو الموسم الحادي والثمانين من سباق يوروميتروبول، وأقيم في 10 أغسطس 2022 ضمن سباقات سلسلة سباقات الاتحاد الدولي للدراجات للمحترفين 2022.
فاز بالمركز الأول ألكسندر كريستوف، وفاز بالمركز الثاني دريس فان جيستل، وفاز بالمركز الثالث فكتور كامبنارتس.

## الفرق
| فرق عالمية (8)- AG2R Citroën Team - Cofidis - Intermarché-Wanty-Gobert Matériaux - Israel-Premier Tech - Lotto-Soudal - Quick-Step Alpha Vinyl - Team DSM - Trek-Segafredo فرق برو (7)- Alpecin-Deceuninck - Arkéa-Samsic - بي آند بي هوتيلز 2022 ‏ - بنجوال باوليز ساوكس دبليو بي 2022 ‏ - TotalEnergies - سبورت فلاندرين بالويس 2022 ‏ - أونو اكس برو سايكلنج تيم 2022 ‏ فرق قارية (5)- بولتون إكوتيز بلاك سبوك برو سايكلنج 2022 ‏ - Philippe Wagner–Bazin ‏ - Minerva Cycling Team ‏ - سوبرانو هام ايزوريكس 2022 ‏ - فولكر ويسيلز سيلينج تيم ‏ |  |
| |  |

## التصنيف العام النهائي
| التصنيف العام                                            | التصنيف العام    | التصنيف العام                      | التصنيف العام | التصنيف العام |
| العداء                                                   | العداء           | الفريق                             | الوقت         |               |
| -------------------------------------------------------- | ---------------- | ---------------------------------- | ------------- | ------------- |
| 1                                                        | ألكسندر كريستوف  | Intermarché-Wanty-Gobert Matériaux | 4 س 12 د 13 ث |               |
| 2                                                        | دريس فان جيستل   | TotalEnergies                      | + 0 ث         |               |
| 3                                                        | فكتور كامبنارتس  | لوتو سودال                         | + 0 ث         |               |
| 4                                                        | جاسبر دي بويست   | لوتو سودال                         | + 13 ث        |               |
| 5                                                        | Alberto Dainese ‏ | Team DSM                           | + 15 ث        |               |
| 6                                                        | ارنو دي لاي      | لوتو سودال                         | + 15 ث        |               |
| 7                                                        | جوليان سيمون     | TotalEnergies                      | + 15 ث        |               |
| 8                                                        | Milan Menten ‏    | بنجوال باوليز ساوكس دبليو بي ‏      | + 15 ث        |               |
| 9                                                        | جريج فان أفرمت   | AG2R Citroën Team                  | + 15 ث        |               |
| 10                                                       | بريان كوكار      | Cofidis                            | + 15 ث        |               |
|                                                          |                  |                                    |               |               |
| مصادر: ProCyclingStats Cycling Quotient Cycling Archives |                  |                                    |               |               |

## وصلات خارجية
- لمحة عن سباق سباق يوروميتروبول 2022 على موقع  ProCyclingStats   (برو  سايكلنج  ستاتس) - إحصاءات  محترفي  الدراجات.
- سباق يوروميتروبول 2022 على موقع إحصائيات الدراجات الإحترافية (الإنجليزية)
- سباق يوروميتروبول 2022 في موقع Cycling Archives سايكلنج أركايفز